# Gelis maderi
Gelis maderi är en stekelart som först beskrevs av Josef Fahringer 1923.  Gelis maderi ingår i släktet Gelis och familjen brokparasitsteklar. Inga underarter finns listade i Catalogue of Life.